# American Association of State Highway and Transportation Officials
Die American Association of State Highway and Transportation Officials (AASHTO) ist ein gemeinnütziger Zusammenschluss der Verkehrsministerien (Highway and Transport Departments) der 50 US-Bundesstaaten sowie von Puerto Rico. Aufgaben der Vereinigung liegen in der Koordinierung der Arbeiten der Einzelbehörden auf Bundesebene und das zur Verfügungstellen von Dienstleistungen und Normen rund um Verkehrswege der Luftfahrt, Straßen, Wasserwege, Schienenverkehr und öffentlichen Nahverkehr. Die Organisation hat ihren Sitz in Washington, D.C.
Die AASHTO ist keine föderale Bundesbehörde der Vereinigten Staaten, sondern stellt stattdessen einen Zusammenschluss der einzelnen Bundesstaaten dar. Sie verfügt allerdings über vergleichbare Gestaltungsmacht, da diverse Bundesgesetze sie für ihre Aufgaben bevollmächtigen und alle Bundesstaaten als Mitglieder der Organisation die Beschlüsse befolgen. Vergleichbare Aufgaben in Deutschland nehmen die Bundesanstalt für Straßenwesen oder die Forschungsgesellschaft für Straßen- und Verkehrswesen wahr.

## Geschichte

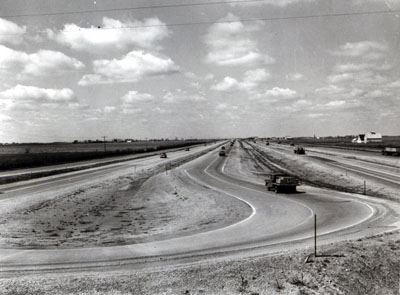
Großversuch des AASHO Road Test, bei dem in den 1950er Jahren über zwei Jahre auf Rundkursen der Verschleiß von Straßen erforscht wurde

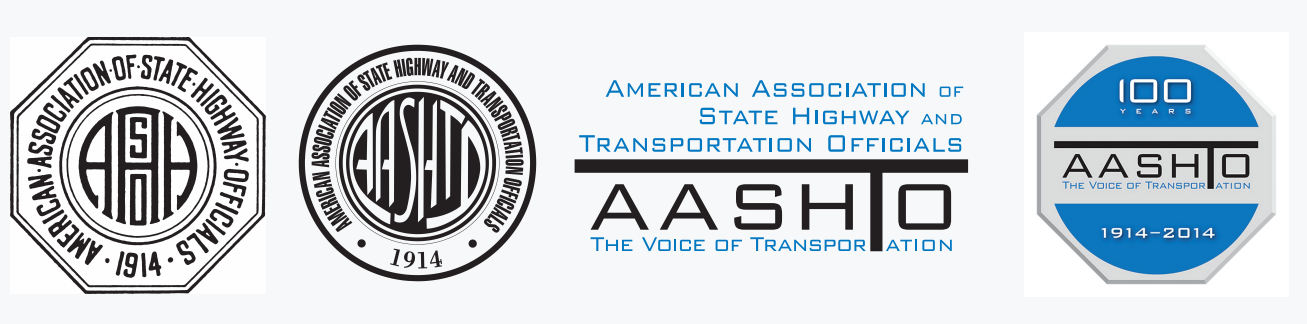
Logos der AASHTO über die Zeit

Gegründet wurde die Organisation am 12. Dezember 1914 unter dem Titel American Association of State Highway Officials (AASHO) und war zunächst eine Interessenvertretung für den Bau eines staatlich finanzierten, bundesweiten Fernstraßennetzes. Als diese Forderungen mit dem Federal-Aid-Road Act am 11. Juli 1916 unter Präsident Woodrow Wilson weitestgehend umgesetzt wurden, änderte sich gemäß diesem Gesetz auch die Aufgabenstellung der Vereinigung. Fortan sollte sie als eine Art Highway Department fungieren und die Zuteilung der Bundesbeihilfen zum Straßenbau koordinieren, da es in den USA bis in die 1960er Jahre kein bundesweites Verkehrsministerium gab, und die Gründung einer solchen Behörde auch nicht geplant war. So wurden über die AASHO bis Ende 1917 trotz der Widrigkeiten des Ersten Weltkriegs 92 Projekte mit einer Gesamtlänge von 948 mi (1.526 km) auf den Weg gebracht. Nach dem Krieg wurde an der bestehenden Aufgabenverteilung festgehalten und die Befugnisse der AASHO konkretisiert. Zudem folgte 1921 ein Verbesserung des jährlichen Finanzierungsrahmens auf 75 Millionen US-Dollar der Fernstraßen durch den Bund in Form des Federal Aid Highway Act, in dem neben gesteigerter Bundesausgaben auf ein paritätisches Verhältnis zwischen Bund und Staaten auch festgeschrieben wurde, dass die einzelnen Staaten bis zu 7 % ihres Straßenbestandes den Fernstraßen widmen sollten.
Am 11. November 1926 verabschiedete die AASHO die durchgehende Nummerierung des stetig wachsenden Highway Systems, welches zu diesem Zeitpunkt einen Umfang von 96.626 mi (155.504 km) aufwies. Bis 1951 sollte das Netz auf eine Länge von 145,143 mi (234 km) anwachsen. Heute umfasst das System circa 158.000 mi (254.276 km).
Neben der kohärenten Benennung der Straßen entstand mit der Zunahme des Verkehrs auch der Bedarf an einheitlichen Regelungen der Gestaltung. So veröffentlichte 1927 die AASHO das erste verbindliche Handbuch zur Spezifikation von Straßenmarkierungen und Beschilderung von Landstraßen, welche die Herstellung, das Aussehen und die Montage für die Vereinigten Staaten standardisierte. 1930 folgte ein zweites Regelwerk welches äquivalent die Verkehrseinrichtung innerorts regelte und auch Lichtsignalanlagen umfasste. 1935 folgte dann eine vereinheitlichte Regelung unter dem Namen Manual for Uniform Traffic Control Devices for Streets and Highways (MUTCD), welche die AASHO gemeinsam mit der Bundesbehörde für Verkehrssicherheit (National Conference on Street and Highway Safety) erarbeitete.
1956 kam es unter Präsident Dwight D. Eisenhower mit dem überarbeiteten Highway Act vom 29. Juni 1956 zu einer massiven Erweiterung des Interstate Highway-Netzes über das gesamte Bundesgebiet und mit einer geplanten Investitionssumme von seinerzeit 25 Milliarden US-Dollar. Entsprechend wuchsen auch die Aufgaben der AASHO, welche neben der bereits benannten Koordinierung des Netzausbaus nun auch verbindliche Regelungen für die technische Gestaltung der Straßenquerschnitte erarbeiten sollte. Bis dato war dies den lokalen Behörden überlassen und es existierte – auch vor dem Hintergrund der bis dahin historisch eher geringeren Bedeutung des Straßenverkehrs – kein einheitlicher Wissensstand über Einflüsse und Zusammenhänge im Bezug auf die Lebensdauer von Straßen. Um dem entgegenzuwirken, führten einzelne Straßenbehörden in den USA schon zu Beginn der 1950er Jahre Untersuchungen wie den One-MD Road Test in Maryland durch, um empirische Daten über das Zusammenspiel von Straßenaufbau, Achslasten und verwendeten Materialien im Bezug auf die Lebensdauer von Straßen zu sammeln. Den Höhepunkt dieser Untersuchungen bildete dann von 1956 bis 1960 der AASHO Road Test, bei dem über zwei Jahre rund um die Uhr spezielle Teststrecken befahren und kontinuierlich geprüft wurden. Aus diesem wahrscheinlich umfangreichsten Großversuch des 20. Jahrhunderts in diesem Themenfeld ging 1961 mit dem AASHO Interim Guide for the Design of Rigid and Flexible Pavements ein erstes umfassendes Regelwerk zur Standardisierung des Straßenoberbaus hervor. In Ergänzung zum Straßenaufbau kam im Oktober 1965 der Bereich der Materialforschung hinzu. So wurde am 1. Oktober das AASHO Materials Reference Laboratory (AMRL) in Zusammenarbeit mit der US-Normungsbehörde National Institute of Standards and Technology gegründet, welches seitdem die landesweite Standardisierung von Baumaterialien vorantreibt.
Mit der Gründung des Verkehrsministeriums 1966 in den USA und der damit einhergehenden Zusammenfassung der politischen Steuerung aller Verkehrsträger (Schiene, Wasser, Flugverkehr und Straße) unter einem Dach erweiterte sich analog auch der Aufgabenbereich der AASHO. Es hielten diverse neue Komitees Einzug in die Organisation, die nun auch die Normung, Strukturierung und Gestaltung für diese Transportwege auf Bundesebene in Angriff nahmen. In der weiteren Entwicklung wurde dann auch am 13. November 1973 der Name der AASHO in American Association of State Highway and Transportation Officials geändert.

## Aufgaben
Wie eingangs beschrieben, gehört zu den ursprünglichen Aufgaben der AASHTO die Koordinierung der Arbeiten der einzelnen Verkehrsministerien der US-Bundesstaaten. Sie wirkt dabei zum einen als eine Art Moderator, unter dessen Dach Komitees aus Mitgliedern der jeweiligen Behörden zur Lösung spezieller Aufgaben zusammenkommen. Zum anderen versteht sie sich als Dienstleister für ihre Mitglieder, welcher diese bei der Ausführung ihrer Aufgaben unterstützt. Entsprechend obliegt der AASHTO die Benennung von staatenübergreifenden Verkehrswegen, insbesondere von Straßen und auch von Fahrradwegen. Darüber hinaus definiert sie die bauliche Gestaltung von Highways im Hinblick auf Straßenquerschnitte und Belastungsklassen, einschließlich der Anforderungen an Kreuzungen und Kurven. Weiter definiert sie für den Bau von Verkehrswegen die zugehörigen Materialien, die Richtlinien zur Wartung, allgemeine Normen und Spezifikationen, sowie Prüfungsrichtlinien. Selbiges gilt auch für Brücken.
Historisch spezifizierte sie die Grenzen für die Nutzer von Verkehrswegen. Vor der Gründung des amerikanischen Verkehrsministeriums galt dies besonders für Straßenfahrzeuge und deren maximal zulässige Abmessungen sowie deren Achslasten. In Zusammenarbeit mit der US-Bundesbehörde für Verkehrssicherheit wurde zu Anfang auch der Ablauf von Crashtests festgelegt. Auch betreibt die Vereinigung eigene Materialprüfung und akkreditiert zusätzlich Labore unter dem Dach der AASHO Materials Reference Laboratory (AMRL).
Im Bezug auf die Lebensdauer von Straßen und Materialien koordiniert die ASSHTO die Forschung, welche unter dem Dach der Verkehrsministerien in den USA durchgeführt wird. In diesem Kontext spielt sie insbesondere bei Abwicklung der Finanzierung eine Rolle und legt Rahmenbedingungen für die systematische Auswertung fest. Eine besondere Bedeutung kommt dabei der langfristige Forschung zur Lebensdauer von Verkehrswegen zu, welche in Kooperation mit der National Academy of Sciences unter dem Titel National Cooperative Highway Research Program (NCHRP) durchgeführt wird.
In jüngerer Zeit kam als Dienstleistung gegenüber den Mitgliedern die Bereitstellung von Software zur Projektsteuerung und für Ausschreibung, Vergabe und Abrechnung unter dem Namen AASHTOWare hinzu. Ebenso gibt es seit 1993 die Förderung von praktischen Aktivitäten für Schüler im Bereich der Mathematik, Naturwissenschaften, Sozialwissenschaften und technologischer Bildung in Verbindung mit Verkehr und Bauingenieurwesen unter dem Label TRAC (Transportation and Civil Engineering Programm).